# Albert Grote
Albert Grote (* 16. April 1898 in Vienenburg; † 3. Mai 1983 in Salzgitter) war ein deutscher Mediziner und Privatgelehrter. Er verfasste mehrere philosophische Schriften zur Phänomenologie.

## Leben und Wirken
Über die familiäre Herkunft und die Jugendjahre Albert Grotes ist bisher nichts bekannt. Er studierte zunächst Medizin in Göttingen, wo er 1926 zum Dr. med. promovierte. Danach absolvierte er (allerdings ohne formalen Abschluss) ein Zweitstudium der Philosophie in Göttingen, Greifswald und Freiburg im Breisgau. Zu seinen akademischen Lehrern gehörten in Göttingen die Philosophen Georg Misch, Leonard Nelson und Hans Lipps sowie der Mathematiker David Hilbert, in Greifswald der Theologe und Philosoph Günther Jacoby und in Freiburg der Begründer der Phänomenologie Edmund Husserl und der Philosoph Joseph Geyser.
Beruflich war Grote als Arzt in Vienenburg tätig. Er wirkte als Internist und Chirurg sowie als Leiter eines Krankenhauses.
Grote verfasste mehrere philosophische Schriften zur Phänomenologie. Sein Forschungsinteresse galt dem Zusammenhang von Erscheinung, Erkenntnis und Wirklichkeit, unter anderem im Hinblick auf Sprache und Mathematik (Arithmetik). In einem Nachruf wurde gewürdigt, dass Grotes Schriften „ihn als eigenständigen Denker ausweisen“.

## Werke (Auswahl)
- Über das knorpelige und knöcherne Nasenskelett eines Siredon pisciformis. Göttingen 1926 (Dissertation)
- Die Welt der Dinge. Eine Phaenomenologie ihrer formalen Strukturen. Hansischer Gildenverlag, Hamburg 1948
- Über die Funktion der Copula. Eine Untersuchung der logischen und sprachlichen Grundlagen des Urteils. Felix Meiner Verlag, Leipzig 1935
- Die Grundlagen einer Phänomenologie der Erkenntnis. Felix Meiner Verlag, Hamburg 1972
- Anzahl, Zahl und Menge. Die phänomenologischen Grundlagen der Arithmetik. Felix Meiner Verlag, Hamburg 1983